# Redlands (California)
Redlands è una città nella contea di San Bernardino, in California, negli Stati Uniti d'America. Al censimento del 2010 la popolazione era di 68.747 abitanti.
La città fu colonizzata da pionieri mormoni sotto la direzione di Brigham Young. Si trova nel sud della California, a 115 km. da Los Angeles.